# 国際連合安全保障理事会決議108
国際連合安全保障理事会決議108（こくさいれんごうあんぜんほしょうりじかいけつぎ108、英: United Nations Security Council Resolution 108, UNSCR108）は、1955年9月8日に国際連合安全保障理事会にて全会一致で採択された決議。パレスチナの停戦状況についてのものである。停戦状況を鑑みて、軍隊分断のために国連の監視団に移動の自由を与えなければならないと宣言した。

## 概要
本決議は、パレスチナにおける国際連合休戦監視機構参謀長による別の報告を受け、1955年9月8日に全会一致で採択された。理事会は、無条件停戦を求める参謀長の訴えを双方が受け入れていることに留意し、さらに参謀長が提案した措置により、両当事者の軍隊は明確かつ効果的に分離されるべきであるとの参謀長の見解を支持し、この地域にいる国連監視員に移動の自由を与えなければならないことを宣言した。

## 詳細
以下はその和訳。
安全保障理事会は、
1955年3月30日の決議第107号（1955年）を想起し、
パレスチナにおける国際連合休戦監視機構の参謀長の報告8を受け、
上記決議に従って参謀長が開始した協議が中止されたことに重大な懸念を抱き、
1949年2月24日にエジプトとイスラエルの間に定められた休戦分界線に沿った地域で最近発生した暴力に遺憾の意を表し、
1. 参謀総長の無条件停戦の訴えが両当事者によって受け入れられたことに、承認をもって留意する。
2. 当事者の双方に対し、直ちにこの地域の秩序と静謐とをもたらすために必要な全ての措置をとること、特に、更なる暴力行為を停止するとともに、停戦を完全に有効なものとして継続することを要求すること。
3. 参謀長が提案したような措置を以て、当事者の双方の軍隊を明確かつ効果的に分離すべきであるとの参謀長の見解を支持する。
4. この地域にいる国連の監視員がその機能を果たすことができるようにするため、移動の自由を与えなければならないことを宣言する。
5. 当事者の双方に対し、参謀長と会合する代表を任命し、これらの目的のために参謀長に全面的に協力するよう要請する。
6. 参謀長に対し、この決議（の決定事項）を遂行するためにとった措置について安全保障理事会に報告するよう要請する。

8同上、文書S/3430を参照。